# سایمون پگ
سایمون جان پگ (انگلیسی: Simon John Pegg؛ زادۀ ۱۴ فوریه ۱۹۷۰) بازیگر، کمدین، فیلم‌نامه‌نویس و تهیه‌کننده انگلیسی است. او به عنوان سازنده و بازیگر اصلی مجموعۀ تلویزیونی کمدی موقعیت فاصله (۲۰۰۱–۱۹۹۹) به کارگردانی ادگار رایت در بریتانیا به شهرت رسید. او و رایت فیلم‌نامه فیلم‌های شان می‌میرد (۲۰۰۴)، پلیس خفن (۲۰۰۷) و ورلدز اند (۲۰۱۳) را که به عنوان سه‌گانه سه طعم کورنتو شناخته می‌شوند، به نگارش درآورده‌است. رایت به عنوان کارگردان و پگ به همراه نیک فراست به عنوان بازیگر در هر سه فیلم حضور دارند. همچنین پگ و فراست فیلم کمدی علمی-تخیلی پل (۲۰۱۱) را نوشته و در آن ایفای نقش کرده‌اند.
پگ پس از ایفای نقش‌های مکمل محبوب در دکتر هو (۲۰۰۵)، پیشتازان فضا (۲۰۱۶–۲۰۰۹) و جنگ ستارگان: نیرو برمی‌خیزد (۲۰۱۵) به یکی از معدود بازیگرانی تبدیل شد که توسط ریدیو تایمز به عنوان «جام مقدس خوره» دست یافته‌است. او نقش بنجی دان را در مجموعۀ فیلم‌های ماموریت: غیرممکن به تصویر کشیده‌است. همچنین او به عنوان صداپیشه باک در فیلم‌های عصر یخبندان: ظهور دایناسورها (۲۰۰۹)، عصر یخبندان: مسیر برخورد (۲۰۱۶) و عصر یخبندان: ماجراهای باک وایلد (۲۰۲۲) شناخته می‌شود.

## فیلم‌شناسی

### فیلم
| سال  | عنوان                                                     | نقش                      | یادداشت                           |
| ---- | --------------------------------------------------------- | ------------------------ | --------------------------------- |
| ۱۹۹۹ | مسافرخانه پارادیزو                                        | آقای نیس                 |                                   |
| ۲۰۰۱ | افسر عفو مشروط                                            |                          |                                   |
| ۲۰۰۴ | شان می‌میرد                                                | شان رایلی                | همچنین نویسنده                    |
| ۲۰۰۵ | انجمن آخرالزمان آقایان                                    | پیتر کاو                 |                                   |
| ۲۰۰۵ | سرزمین مردگان                                             | زامبی                    |                                   |
| ۲۰۰۶ | مأموریت: غیرممکن ۳                                        | بنجی دان                 |                                   |
| ۲۰۰۶ | پوچ بزرگ                                                  | گاس                      |                                   |
| ۲۰۰۶ | جیمی آزاد                                                 | اد (صدا)                 | نویسنده نسخه انگلیسی              |
| ۲۰۰۷ | گرایندهاوس                                                | آدم‌خوار                  | بخش: «نکن»                        |
| ۲۰۰۷ | شب خوب                                                    | پل                       |                                   |
| ۲۰۰۷ | پلیس خفن                                                  | نیکلاس انجل              | همچنین نویسنده                    |
| ۲۰۰۷ | بدو چاقالو بدو                                            | دنیس دویل                | همچنین نویسنده                    |
| ۲۰۰۷ | خاطرات مردگان                                             | خبرنگار (صدا)            | حضور افتخاری                      |
| ۲۰۰۸ | چگونه دوستان را از دست بدهیم و مردم را با خود بیگانه کنیم | سیدنی یانگ               |                                   |
| ۲۰۰۹ | پیشتازان فضا                                              | مونتگومری «اسکاتی» اسکات |                                   |
| ۲۰۰۹ | عصر یخبندان: ظهور دایناسورها                              | باک (صدا)                |                                   |
| ۲۰۱۰ | برک و هیر                                                 | ویلیام برک               |                                   |
| ۲۰۱۰ | سرگذشت نارنیا: سفر کشتی سپیده‌پیما                         | ریپی‌چیپ (صدا)            |                                   |
| ۲۰۱۱ | پل                                                        | گریم ویلی                | همچنین نویسنده                    |
| ۲۰۱۱ | ماجراهای تن‌تن                                             | تامپسون (صدا)            | ضبط حرکت                          |
| ۲۰۱۱ | مأموریت: غیرممکن – پروتکل شبح                             | بنجی دان                 |                                   |
| ۲۰۱۲ | ترسی شگرف از همه‌چیز                                       | جک                       | همچنین تهیه‌کننده اجرایی           |
| ۲۰۱۲ | عصر یخبندان: رانش قاره‌ای                                  | باک (صدا)                | حضور افتخاری                      |
| ۲۰۱۳ | پیشتازان فضا به‌سوی تاریکی                                 | مونتگومری «اسکاتی» اسکات |                                   |
| ۲۰۱۳ | ورلدز اند                                                 | گری کینگ                 | همچنین نویسنده و تهیه‌کننده اجرایی |
| ۲۰۱۴ | خشم کوبایی                                                | موندئو                   | حضور افتخاری                      |
| ۲۰۱۴ | هکتور و جستجو برای خوشحالی                                | هکتور                    |                                   |
| ۲۰۱۴ | مرا سه بار بکش                                            | چارلی                    |                                   |
| ۲۰۱۴ | غول‌های پاکتی                                              | هبرت (صدا)               |                                   |
| ۲۰۱۵ | مرد باش                                                   | جک                       | همچنین تهیه‌کننده اجرایی           |
| ۲۰۱۵ | مأموریت: غیرممکن – ملت یاغی                               | بنجی دان                 |                                   |
| ۲۰۱۵ | مطلقاً هرچیزی                                              | نیل کلارک                |                                   |
| ۲۰۱۵ | جنگ ستارگان: نیرو برمی‌خیزد                                | آنکار پلات               |                                   |
| ۲۰۱۶ | عصر یخبندان: مسیر برخورد                                  | باک (صدا)                |                                   |
| ۲۰۱۶ | فراتر از پیشتازان فضا                                     | مونتگومری «اسکاتی» اسکات | همچنین نویسنده                    |
| ۲۰۱۸ | پارادوکس کلاورفیلد                                        | رادیو (صدا)              |                                   |
| ۲۰۱۸ | بازیکن شماره یک آماده                                     | اگدن مارو                |                                   |
| ۲۰۱۸ | ترمینال                                                   | بیل                      |                                   |
| ۲۰۱۸ | مأموریت: غیرممکن – فال‌اوت                                 | بنجی دان                 |                                   |
| ۲۰۱۹ | مخابره گمشده                                              | تئو رز                   |                                   |
| ۲۰۲۰ | ارث                                                       | مورگان وارنر             |                                   |
| ۲۰۲۱ | آمریکا: تصویر متحرک                                       | پادشاه جیمز (صدا)        |                                   |
| ۲۰۲۲ | عصر یخبندان: ماجراهای باک وایلد                           | باک (صدا)                |                                   |
| ۲۰۲۲ | شانس                                                      | باب (صدا)                |                                   |
| ۲۰۲۳ | مأموریت: غیرممکن – روزشمار مرگ قسمت اول                   | بنجی دان                 |                                   |
| ۲۰۲۳ | ناندور فودور و خدنگ سخنگو                                 | ناندور فودور             |                                   |
| ۲۰۲۴ | مأموریت: غیرممکن – روزشمار مرگ قسمت دوم                   | بنجی دان                 |                                   |

### تلویزیون
| سال        | عنوان                    | نقش           | یادداشت                                   |
| ---------- | ------------------------ | ------------- | ----------------------------------------- |
| ۲۰۰۱–۱۹۹۹  | فاصله                    | تیم           | نویسنده؛ ۱۴ قسمت                          |
| ۲۰۰۱       | جوخه برادران             | ویلیام ایوانز | ۲ قسمت                                    |
| ۲۰۰۵       | دکتر هو                  | ویراستار      | قسمت: «بازی طولانی»                       |
| ۲۰۰۹       | مرغ ربات                 | صداهای مختلف  | ۲ قسمت                                    |
| ۲۰۱۲       | جنگ ستارگان: جنگ‌های کلون | دنگار (صدا)   |                                           |
| ۲۰۱۴–۲۰۱۲  | فینیس و فرب              | صداهای مختلف  | ۴ قسمت                                    |
| ۲۰۱۳       | شهر جنایتکاران           | هکی نش        | ۲ قسمت                                    |
| ۲۰۱۸       | مرد دونده                | خودش          | قسمت ۴۱۰                                  |
| ۲۰۱۹، ۲۰۲۲ | پسران                    | هیو کمبل      | ۵ قسمت                                    |
| ۲۰۱۹       | بلور تاریک: دوران مقاومت | چمبرلین (صدا) | ۹ قسمت                                    |
| ۲۰۲۰       | آرچر                     | آلیستر (صدا)  | قسمت‌‌های: «کارخانه ربات» و «بهترین دوستان» |